# Kuajok
Kuajok es la capital del estado de Warab, en Sudán del Sur.